# Atalantia kwangtungensis
Atalantia kwangtungensis är en vinruteväxtart som beskrevs av Elmer Drew Merrill. Atalantia kwangtungensis ingår i släktet Atalantia och familjen vinruteväxter. Inga underarter finns listade i Catalogue of Life.